# أخبل
أخبل (الاسم العلمي sula)، جنس طيور مائية من كفيات القدم وفصيلة الأطيشيات. أنواعه ستة جميعها كبيرة الجثة. بسطة سفطيها نحو 200 سم. أثوابها إلى البياض والبياض الأرمد. مناقيرها كبيرة مفلطحة. أرجلها قصيرة السيقان. تعيش أسرابًا كبيرة العدد. تتميز بطيشها وخبلها.